# MLS SuperDraft
MLS SuperDraft is een jaarlijks evenement waarin de Major League Soccer teams spelers kiezen die vanuit universiteiten of andere manieren bij de competitie zijn gekomen. De eerste SuperDraft vond plaats in 2000, in combinatie met de MLS College Draft, waarin de spelers van de universiteiten worden gekozen en de MLS Supplemental Draft, waarin de andere spelers worden gekozen. De SuperDraft is verdeeld in 4 ronden, waarin door elk van de 13 teams een speler wordt gekozen (Dit veranderde in 2008 naar 14 toen San Jose Earthquakes meedeed in de MLS). De volgorde waarin de clubs mogen kiezen wordt bepaald door de playoffs en de posities in de competitie, waarin de laagst geplaatste club als eerst mag kiezen.   
Lijst met SuperDrafts:
- MLS SuperDraft 2000
- MLS SuperDraft 2001
- MLS SuperDraft 2002
- MLS SuperDraft 2003
- MLS SuperDraft 2004
- MLS SuperDraft 2005
- MLS SuperDraft 2006
- MLS SuperDraft 2007
- MLS SuperDraft 2008